# Кубок Франції з футболу серед жінок
Кубок Франції з футболу серед жінок (фр. Coupe de France féminine de football) — щорічне змагання для французьких жіночих футбольних клубів, що проводиться Французькою футбольною федерацією. Турнір було відроджено у 2001 році і до 2011 року мав він назву — Challenge de France. 

## Клуби, що ставали володорами кубку
Володарами Кубку Франції з футболу серед жінок ставали 6 клубів
| Місце | Клуб           | Переможець | Фіналіст | Остання перемога |
| ----- | -------------- | ---------- | -------- | ---------------- |
| 1     | «Олімпік Ліон» | 12         | 5        | 2023             |
| 2     | «ПСЖ»          | 4          | 6        | 2024             |
| 3     | «Монпельє»     | 3          | 6        | 2009             |
| 4     | «Париж»        | 2          | 0        | 2025             |
| 5     | «Сент-Етьєн»   | 1          | 1        | 2011             |
| 6     | «Тулуза»       | 1          | 0        | 2002             |
| 7     | «Комп'єнь»     | 0          | 1        | —                |
| 8     | «Ле-Ман»       | 0          | 1        | —                |
| 9     | «Лілль»        | 0          | 1        | —                |
| 10    | «Ізер Альє»    | 0          | 1        | —                |
| 11    | «Флері 91»     | 0          | 1        | —                |

## Фінали
| Сезон | Переможець                                                                   | Рахунок                                                                      | Фіналіст                                                                     |
| ----- | ---------------------------------------------------------------------------- | ---------------------------------------------------------------------------- | ---------------------------------------------------------------------------- |
| 2002  | «Тулуза»                                                                     | 2:1                                                                          | «Ліон 1893»                                                                  |
| 2003  | «Ліон 1893»                                                                  | 4:3                                                                          | «Монпельє»                                                                   |
| 2004  | «Ліон 1893»                                                                  | 2:0                                                                          | «Комп'єнь»                                                                   |
| 2005  | «Жювізі»                                                                     | 1:1 (пен. 4:3)                                                               | «Олімпік Ліон»                                                               |
| 2006  | «Монпельє»                                                                   | 1:1 (пен. 4:3)                                                               | «Олімпік Ліон»                                                               |
| 2007  | «Монпельє»                                                                   | 3:3 (пен. 3:0)                                                               | «Олімпік Ліон»                                                               |
| 2008  | «Олімпік Ліон»                                                               | 3:0                                                                          | «ПСЖ»                                                                        |
| 2009  | «Монпельє»                                                                   | 3:1                                                                          | «Ле-Ман»                                                                     |
| 2010  | «ПСЖ»                                                                        | 5:0                                                                          | «Монпельє»                                                                   |
| 2011  | «Сент-Етьєн»                                                                 | 0:0 (пен. 3:2)                                                               | «Монпельє»                                                                   |
| 2012  | «Олімпік Ліон»                                                               | 2:1                                                                          | «Монпельє»                                                                   |
| 2013  | «Олімпік Ліон»                                                               | 3:1                                                                          | «Сент-Етьєн»                                                                 |
| 2014  | «Олімпік Ліон»                                                               | 2:0                                                                          | «ПСЖ»                                                                        |
| 2015  | «Олімпік Ліон»                                                               | 2:1                                                                          | «Монпельє»                                                                   |
| 2016  | «Олімпік Ліон»                                                               | 2:1                                                                          | «Монпельє»                                                                   |
| 2017  | «Олімпік Ліон»                                                               | 1:1 (пен. 7:6)                                                               | «ПСЖ»                                                                        |
| 2018  | «ПСЖ»                                                                        | 1:0                                                                          | «Олімпік Ліон»                                                               |
| 2019  | «Олімпік Ліон»                                                               | 3:1                                                                          | «Лілль»                                                                      |
| 2020  | «Олімпік Ліон»                                                               | 0:0 (пен. 4:3)                                                               | «ПСЖ»                                                                        |
| 2021  | Через пандемію Covid-19 турнір завершили достроково без визначення переможця | Через пандемію Covid-19 турнір завершили достроково без визначення переможця | Через пандемію Covid-19 турнір завершили достроково без визначення переможця |
| 2022  | «ПСЖ»                                                                        | 8:0                                                                          | «Ізер Альє»                                                                  |
| 2023  | «Олімпік Ліон»                                                               | 2:1                                                                          | «ПСЖ»                                                                        |
| 2024  | «ПСЖ»                                                                        | 1:0                                                                          | «Флері 91»                                                                   |
| 2025  | «Париж»                                                                      | 0:0 (пен. 5:4)                                                               | «ПСЖ»                                                                        |